# Pechin

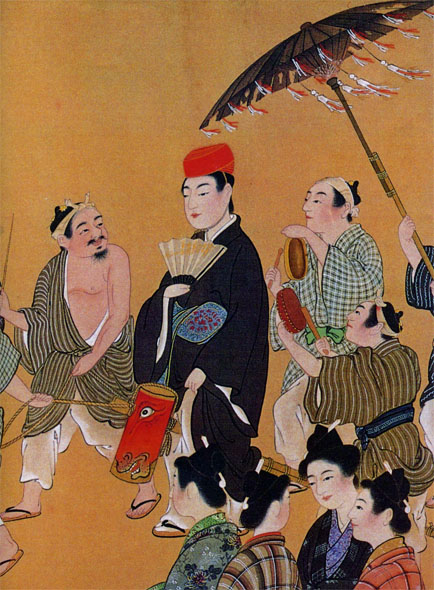
Pechin (Satunushi)

Il Pechin (親雲上?, Pēchin, anche Peichin) è un termine di Okinawa per indicare il guerriero feudale dello scomparso Regno delle Ryūkyū, che si trovava nell'omonimo arcipelago comprendente l'isola di Okinawa, in Giappone. È l'equivalente locale del Samurai giapponese. Sebbene Pechin e Samurai fossero differenti, a partire dal XIX secolo, quando il regno fu annesso dal Giappone, questi guerrieri del Regno della Ryūkyū si fecero chiamare con il termine giapponese di Samurai (conosciuti inoltre come Samurai Ryūkyū o Samurai di Okinawa).